# Kråkbäckssjön
Kråkbäckssjön är en sjö i Nordanstigs kommun i Hälsingland och ingår i Gnarpsåns huvudavrinningsområde. Sjön är 13 meter djup, har en yta på 0,909 kvadratkilometer och är belägen 133 meter över havet. Sjön avvattnas av vattendraget Grängsjöån.

## Delavrinningsområde
Kråkbäckssjön ingår i det delavrinningsområde (688521-156140) som SMHI kallar för Utloppet av Kråkbäckssjön. Medelhöjden är 191 meter över havet och ytan är 6,48 kvadratkilometer. Räknas de 2 avrinningsområdena uppströms in blir den ackumulerade arean 36,53 kvadratkilometer. Grängsjöån som avvattnar avrinningsområdet har biflödesordning 2, vilket innebär att vattnet flödar genom totalt 2 vattendrag innan det når havet efter 28 kilometer. Avrinningsområdet består mestadels av skog (74 procent). Avrinningsområdet har 0,89 kvadratkilometer vattenytor vilket ger det en sjöprocent på 13,7 procent.